# Božidar Gorjan
Božidar Gorjan – Bogo, slovenski diplomat, politik in publicist, * 30. januar 1924, Prem, Ilirska Bistrica, Italija (sedaj Slovenija), † april 2023

## Življenje in delo
Božidar Gorjan se je rodil v zavedni slovenski družini. Pred fašističnim preganjanjem z očetom leta 1930 prebegnil v Ljubljano. Že v otroštvu je občutil socialne stiske in zato je leta 1940 postal član komunistične mladine Slovenije (SKOJ). Takoj po začetku druge svetovne vojne v Jugoslaviji in po zasedbi Dravske banovine je organiziral odpor med srednješolci v Ljubljani. V letih 1941 in 1942 je ustanavljal in vodil odbore Osvobodilne fronte, pozneje tudi Narodne zaščite med srednješolsko mladino.
Junija 1942 se je umaknil iz ljubljanske ilegale v partizane. Julija 1942 je postal komisar v II. grupi odredov. Na pohodu iz Dolenjske, Notranjske in Gorenjske na Štajersko jeseni 1942 je bil imenovan za komisarja Kozjanskega bataljona, od decembra 1943 je bil namestnik komisarja IV. operativne cone, od 24. aprila 1944 je pomočnik komisarja Koroške grupe partizanskih odredov. V teh enotah se bojeval na Štajerskem in Koroškem ter sodeloval z zavezniškimi misijami. Od septembra 1945 do leta 1947 je deloval kot član jugoslovanske vojaške delegacije pri XIII. zavezniškem korpusu v Trstu, nato je bil namestnik vodjejugoslovanske delegacije pri zavezniški vojaški upravi Cone A Svobodnega tržaškega ozemlja, po mirovni pogodbi z Italijo je postal prvi konzul v Trstu (1950-54), nato v Londonu (1955-59). Po vrnitvi v Slovenijo je leta 1960 postal sekretar Izvršnega sveta Ljudske Republike Slovenije. Kot slovenski delegat je bil dvakrat? izvoljen v Zvezno skupščino SFR Jugoslavije (1963-67-69).  Kot član Zbora narodov in narodnosti Skupščine SFRJ bil predsednik komisije za amandmaje k ustavi sprejetih do leta 1968. V obeh mandatih je bil aktiven zlasti na področju zunanje politike in mednarodnih odnosov. Pred upokojitvijo je deloval v raznih gospodarskih organizacijah. Med letoma 1984 in 1988 je bil predsednik Zveze borcev NOV Slovenije. Kot publicist je pisal članke in razprave v slovenskem in jugoslovanskem tisku, med drugim je objavil knjigi Mojih 50 let v politiki in Zavezniške misije (SOE in OSS) na Štajerskem in Koroškem.
Umrl je v 100. letu. Pokopan je na ljubljanskih Žalah.
Njegov sin je bil mdr. Vojko Gorjan.